# Panjnad
Der Panjnad  (Urdu پنجند) ist ein Fluss im pakistanischen Bundesstaat Punjab. 
Sein Name bedeutet wörtlich „fünf Flüsse“, da sich in ihm die Wasser der fünf großen Flüsse des „Fünfstromlandes“ Punjab vereinen. Er entsteht nahe der Stadt Alipur rund 60 Kilometer westlich von Bahawalpur durch den Zusammenfluss des Satluj, dem zuvor schon der Beas zugeflossen ist, und des Chanab, der vom Jhelam und vom Ravi gespeist wird. Nach 71 Kilometern mündet er nahe Mithankot in den Indus. Zu Bewässerungszwecken wurde am wasserreichen Panjnad ein Staudamm errichtet.